# Iglesia de la Multiplicación de los Panes y los Peces
La iglesia de la Multiplicación de los Panes y los Peces (en hebreo: כנסיית הלחם והדגים) acortado a (iglesia de la Multiplicación), es una iglesia católica ubicada en Tabgha, en la orilla noroeste del Mar de Galilea, entre Magdala y Cafarnaúm, en Israel. La iglesia moderna se levanta sobre los restos de una iglesia del siglo IV y una basílica del siglo V, en el lugar donde tradicionalmente se cree que Cristo multiplicó los panes y los peces (Marcos VI, 34-44). El antiguo santuario de las Bienaventuranzas se encuentra en la colina vecina, cerca de la carretera, y la nueva iglesia de las Bienaventuranzas está más arriba.

## Historia
El primer registro de una iglesia que conmemora la alimentación de cinco mil personas por parte de Jesús fue realizado por la peregrina hispanorromana Egeria cerca del año 380.
La iglesia fue ampliada considerablemente alrededor del año 480 con mosaicos del suelo que también se agregaron en este momento. Estas renovaciones se atribuyen al patriarca Matryrios. En el año 614 los persas destruyeron la iglesia bizantina original y el sitio exacto de la capilla se había perdido durante algunos 1.300 años. En 1888 el sitio fue adquirido por la sociedad católica alemana (Deutsche Katholische Palästinamission), que se asoció con la Arquidiócesis de Colonia en Alemania.
La iglesia actual se consagró en 1982 sobre el mismo plano de la iglesia del siglo V. En 2015, hubo un incendio provocado por jóvenes. Dieciséis menores israelíes con antecedentes fueron detenidos y después puestos en libertad. Los religiosos que vivían en el monasterio contiguo lograron escapar con vida, dos de ellos tuvieron que ser hospitalizados por inhalación de humo. Los atacantes dejaron en una pared una pintada que rezaba «los falsos ídolos serán destruidos».

Iglesia de la Multiplicación de los Panes y los Peces
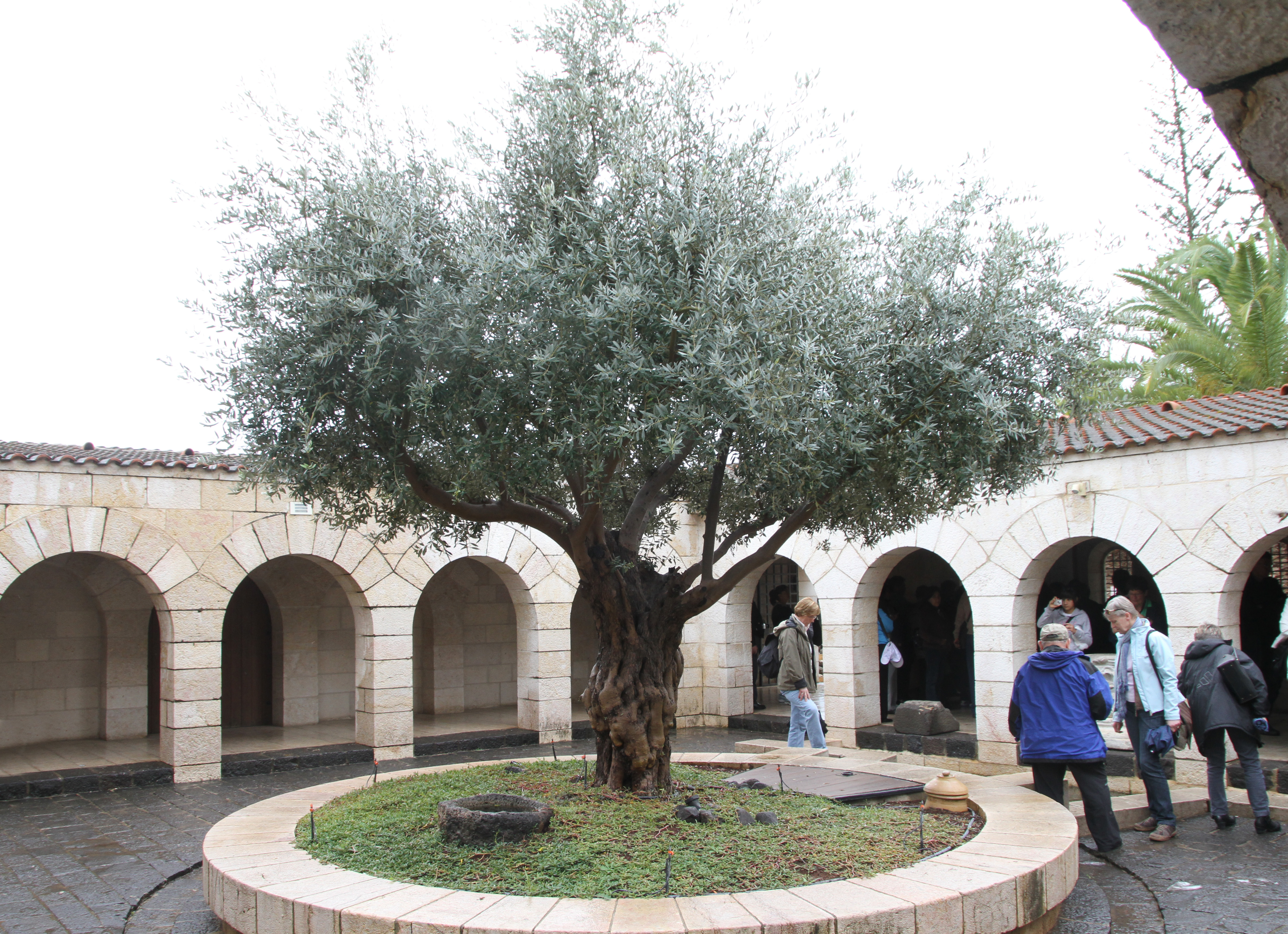
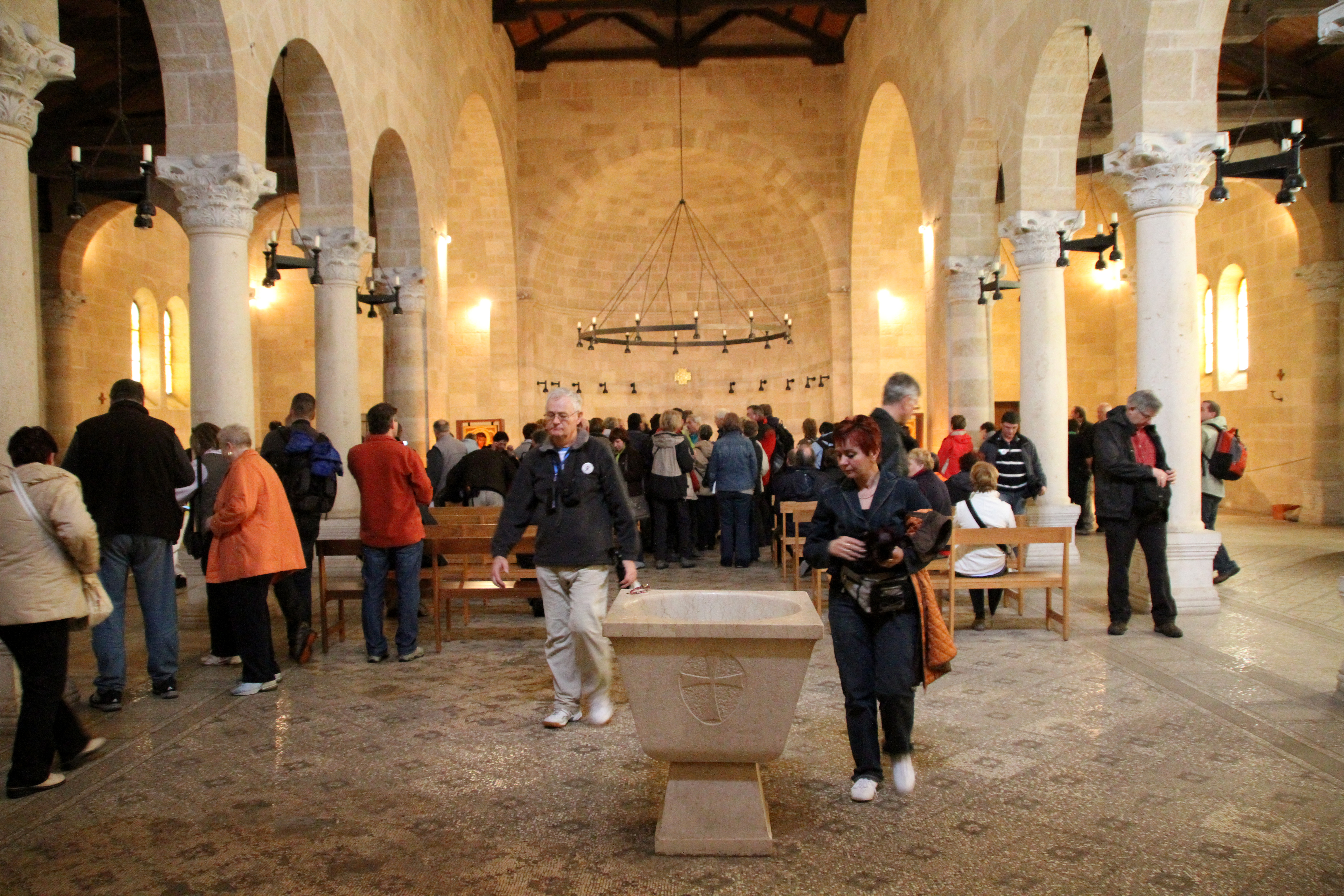
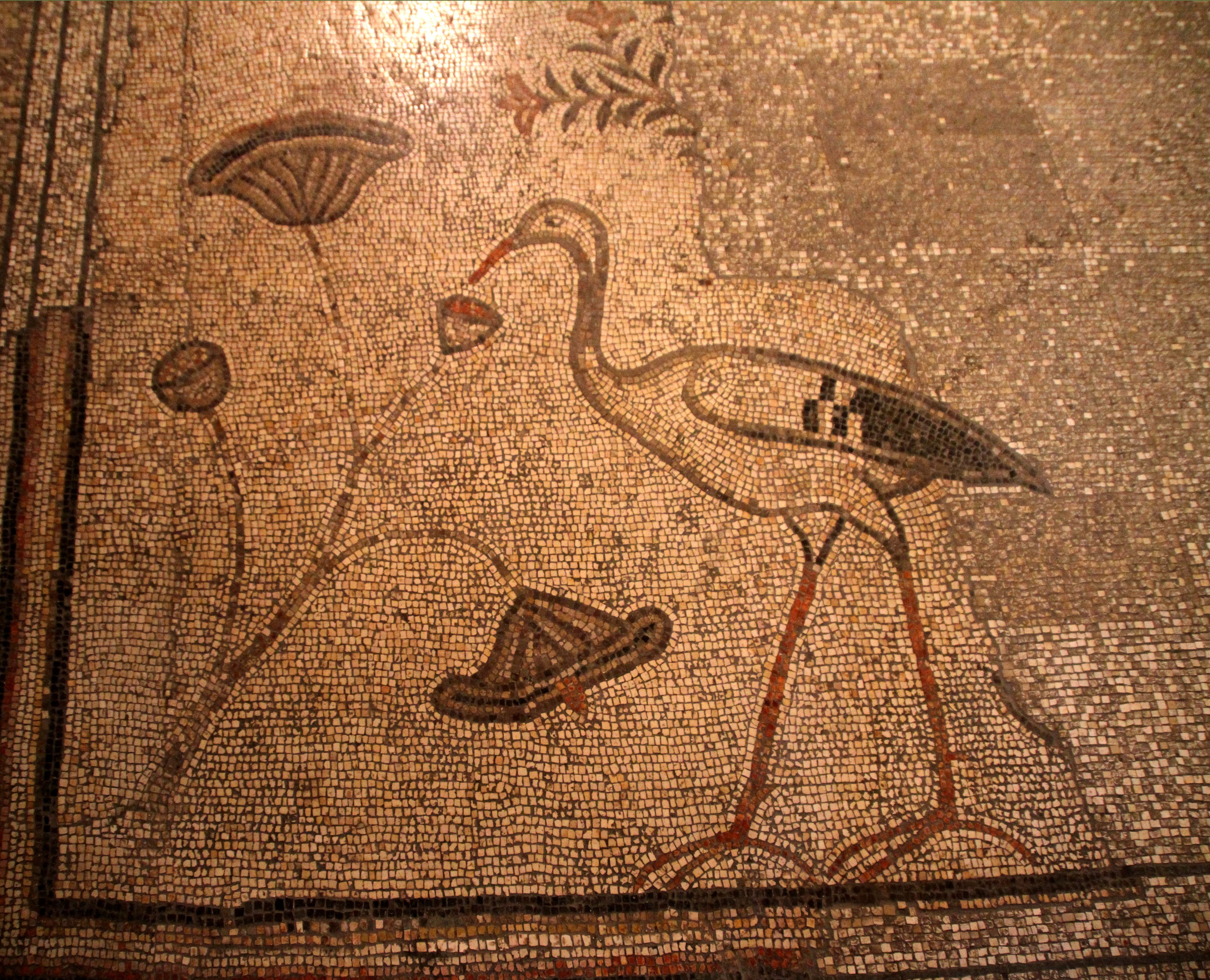
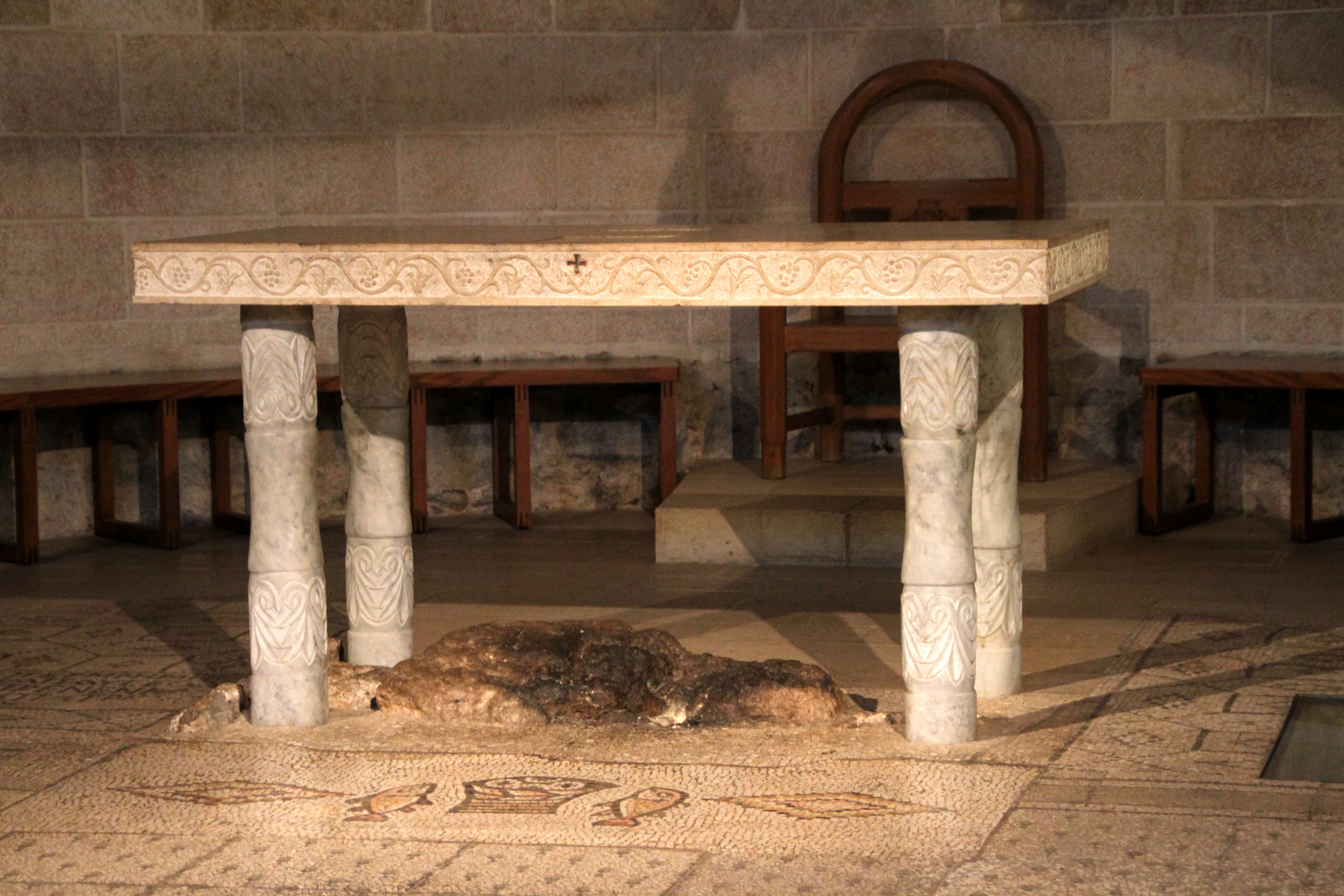